# Pseudohynobius flavomaculatus
Espèce
Synonymes
- Hynobius flavomaculatus Hu & Fei, 1978

Statut de conservation UICN

 VU B2ab(iii) : Vulnérable
Pseudohynobius flavomaculatus est une espèce d'urodèles de la famille des Hynobiidae.

## Répartition
Cette espèce est endémique de Chine. Elle se rencontre dans les provinces du Hubei, du Guizhou, du Hunan et à Chongqing de 1 158 à 2 165 m d'altitude.

## Publication originale
- Hu, Fei & Ye, 1978 : Three new amphibian species in China. Materials for Herpetological Research. Chengdu, vol. 4, p. 20.